# 영월초등학교 흥월분교
영월초등학교 흥월분교는 대한민국 강원특별자치도 영월군 영월읍 흥월리 443에 있었던 공립 초등학교이다.

## 학교 연혁
- 1939년 8월 18일 연당공립심상소학교 부설 흥월간이학교로 설립인가
- 1941년 4월 1일 흥월공립국민학교로 승격
- 1994년 3월 1일 영월국민학교 흥월분교장으로 개편
- 1996년 3월 1일 영월초등학교 흥월분교로 개칭
- 2000년 3월 1일 폐교